# Régina Louf
Régina Louf (Gante, Bélgica, 29 de enero de 1969) es una mujer belga, conocida por haber sido una de las testigos denominada X1 en el caso Marc Dutroux.

## Biografía
Fue criada en Knokke, Bélgica. Durante el arresto de Michel Nihoul, Régina Louf declaró reconocerlo y aceptó ser testigo (bajo la denominación de testigo X1) para declarar contra una supuesta red de pedófilios en Bélgica.
Publicó un libro autobiográfico sobre el caso donde acusa a Nihoul y Dutroux de prostitución infantil, pornografía infantil, violación, zoofilia, abortos y asesinatos.

## Libros
En francés
- Régina Louf: Silence, on tue des enfants! Voyage jusqu'au bout du réseau (‘¡silencio, matamos a los niños! Viaje hasta el final de la red’). Con prefacio de Léon Schwartzenberg. Francia: Factuel, 2002. ISBN 978-2-940313-13-6.[6]
  - Reedición: Mols, 2004
  - Reedición: Mols, 2010. ISBN 2-87402-009-5.

En inglés
- Régina's story (enlace roto disponible en Internet Archive; véase el historial, la primera versión y la última).

En neerlandés
- Régina Louf: Zwijgen is voor daders: de getuigenis van X1. Amberes (Bélgica): Houtekiet, 1998.
  - Reedición: Baarn (Países Bajos): De Fontein, 1998.